# Juan de Barbastro
Juan de Barbastro fue un alarife y maestro de obras con presencia en Zaragoza, España, entre el siglo XIV y el siglo XV y que, junto a Domingo Serrano, ejecutó las obras del cimborrio mudéjar de La Seo de Zaragoza en 1376, para ocuparse de los trabajos de reconstrucción del mismo un cuarto de siglo más tarde (1400 a 1403).